# Компенсация (медицина)
Компенсация (в медицине) — уравновешивание, выравнивание наступивших в организме патологических (болезненных, декомпенсированных) расстройств, например, компенсация порока сердца, компенсация углеводного обмена (при диабете). Компенсация — одна из фаз клинического течения последствий черепно-мозговой травмы (ЧМТ). Фазы клинического течения последствий ЧМТ: фаза компенсации, фаза субкомпенсации, фаза умеренной декомпенсации, фаза грубой декомпенсации, терминальная фаза.